# Beamer
Beamer è una classe LaTeX orientata alla creazione di presentazioni. È una libreria che può essere utilizzata con pdfLaTeX o LyX. Il nome deriva dalla parola tedesca "Beamer", uno pseudo-anglicismo di videoproiettore.
Non è stata la prima classe LaTeX per la creazione di presentazioni e, come molti suoi predecessori, definisce una sintassi specifica per la descrizione di diapositive (chiamate frame all'interno di Beamer). Le diapositive possono essere visualizzate a schermo in passi, cioè rivelando progressivamente dei contenuti che precedentemente erano nascosti o coperti. Questa modalità di visualizzazione è gestita nell'output PDF creando pagine successive che conservano il layout della precedente,  ma aggiungono nuovi elementi, in modo tale che l'avanzamento tra pagine successive dia l'impressione che sia stato aggiunto qualcosa alla diapositiva visualizzata, quando in realtà la diapositiva è stata nel complesso ridisegnata.
Fornisce la possibilità di generare un handout, cioè una versione della presentazione adatta alla stampa, senza le caratteristiche dinamiche, in modo tale che la versione stampata appaia come appare la versione finale della diapositiva durante la presentazione.
Il pacchetto Beamer fornisce altresì la classe article, che viene resa su formati di pagina standard (come A4 o letter), usando i titoli delle diapositive come titoli di paragrafo, senza nessun layout o colore speciale, e mantenendo il sezionamento. Questa classe è utile per avere delle note per le diapositive, o per avere un singolo file sorgente per un articolo e per la relativa presentazione.